# Stefan Gaisreiter
Stefan Gaisreiter (Murnau am Staffelsee, 10 de diciembre de 1947) es un deportista alemán que compitió en bobsleigh en las modalidades doble y cuádruple.
Participó en dos Juegos Olímpicos de Invierno en los años 1968 y 1972, obteniendo una medalla de bronce en Sapporo 1972 en la prueba cuádruple. Ganó seis medallas en el Campeonato Mundial de Bobsleigh entre los años 1969 y 1979, y cinco medallas en el Campeonato Europeo de Bobsleigh entre los años 1970 y 1976.

## Palmarés internacional
| Juegos Olímpicos   | Juegos Olímpicos             | Juegos Olímpicos  | Juegos Olímpicos |
| Año                | Lugar                        | Medalla           | Prueba           |
| ------------------ | ---------------------------- | ----------------- | ---------------- |
| 1972               | Sapporo (Japón)              | Medalla de bronce | Cuádruple        |
| Campeonato Mundial |                              |                   |                  |
| Año                | Lugar                        | Medalla           | Prueba           |
| 1969               | Lake Placid (Estados Unidos) | Medalla de oro    | Cuádruple        |
| 1971               | Cervinia (Italia)            | Medalla de bronce | Cuádruple        |
| 1973               | Lake Placid (Estados Unidos) | Medalla de bronce | Cuádruple        |
| 1977               | Sankt Moritz (Suiza)         | Medalla de bronce | Doble            |
| 1979               | Königssee (RFA)              | Medalla de oro    | Cuádruple        |
| 1979               | Königssee (RFA)              | Medalla de plata  | Doble            |
| Campeonato Europeo |                              |                   |                  |
| Año                | Lugar                        | Medalla           | Prueba           |
| 1970               | Cortina d'Ampezzo (Italia)   | Medalla de oro    | Cuádruple        |
| 1971               | Königssee (RFA)              | Medalla de plata  | Cuádruple        |
| 1973               | Cervinia (Italia)            | Medalla de oro    | Cuádruple        |
| 1976               | Sankt Moritz (Suiza)         | Medalla de oro    | Cuádruple        |
| 1976               | Sankt Moritz (Suiza)         | Medalla de plata  | Doble            |